# Townsquare Media
Townsquare Media (tên trước năm 2010 là Regent Communications) là một kênh radio của Mỹ và là công ty truyền thông được đặt tại Greenwich, Connecticut. Công ty khởi đầu ở lĩnh vực radio sau đó mở rộng sang lĩnh vực truyền thông kĩ thuật số những năm gần cuối 2000, bắt đầu với việc mua lại MOG Music Network. Tính đến năm 2016, Townsquare là nhà cung cấp các trạm AM-FM lớn thứ ba tại quốc gia, sở hữu hơn 310 trạm phát radio ở 66 thị trường.

## Lịch sử

### Regent Communications
Townsquare Media những ngày đầu thành lập vào năm 1994 có tên Regent Communications và chủ là Terry Jacobs. Jacobs là cựu CEO của Jacor Communications, một công ty phát sóng radio do chính ông thành lập vào năm 1979. Bill Stakelin sau đó cùng giữ vị trí đứng đầu công ty với Jacobs, và cả hai cùng sáng lập JS Communications, sau đó bán Regent cho Jacor vào năm 1997. Stakelin và Jacobs hồi sinh cái tên Regent để thay thế JS, với sự đồng ý của Jacor. Jacobs rời khỏi công ty năm 2005.
Ngày 27 tháng 10 năm 2008, Regent Broadcasting gia nhập Radiolicious và bắt đầu cho việc streaming trên iPhone và iPod Touch. Regent là nhóm phát thanh lớn đầu tiên kí hợp đồng cho tất cả các đài phát trực tuyến của mình khả dụng trên ứng dụng Radiolicious.

### Townsquare Media
Regent phải đệ đơn về điều thứ 11 luật bảo vệ phá sản lên Toà án phá sản Mỹ tại quận Delaware vào ngày 1 tháng 3 năm 2010, với món nợ 211.3 triệu đô cùng nguồn vốn 166.5 triệu đô và kế hoạch chuẩn bị thoát khỏi tình trạng phá sản. Kế hoạch nộp hồ sơ sẽ đưa Oaktree Capital Management trở thành chủ sở hữu chính của Regent sau khi phá sản và trả cho các cổ đông cũ 12.8 cent tương ứng mỗi cổ phần họ có. Sau quá trình tư nhân hoá, công ty đổi tên thành Townsquare Media. Gap Broadcasting Group, nhóm radio khác cũng thuộc Oaktree, sáp nhập vào Townsquare, trao lại quyền sở hữu 171 trạm phát thanh tại 36 thị trường.
Tháng 12 năm 2010, công ty bắt đầu mở rộng các hoạt động truyền thông kĩ thuật số, đại tu lại các website của các trạm phát và ra mắt trang web về tin tức của thị trường nhạc đồng quê với tên Taste of Country.
Townsquare mua lại một vài trạm phát của Double O Radio vào tháng 8 năm 2011.
Ngày 30 tháng 4 năm 2012, Townsquare Media thông báo về thoả thuận mua lại 55 trạm phát tại 11 thị trường của Cumulus Media, đổi lại Townsquare phải đưa lại các trạm trong thị trường của Bloomingto và Peoria, IL và 126 triệu đô.
Ngày 24 tháng 8 năm 2012, Townsquare đạt được thoả thuận mua lại MOG Music Network, một mạng quảng cáo cho các blog âm nhạc. Mạng lưới thuộc về MOG, một dịch vụ nghe nhạc trực tuyến trước đó đã đạt được thoả thuận bán cho Beats Electronics.
Tháng 6 năm 2013, Townsquare thông báo sẽ mua lại một số lượng blog liên quan tới âm nhạc từ AOL, bao gồm The Boombox, The Boot, và Noisecreep, cùng với ComicsAlliance. Thỏa thuận này đã theo sau sự ngừng hoạt động đột ngột của bộ phận âm nhạc phía AOL vào tháng 4 năm 2013.
Ngày 29 tháng 8 năm 2013, có thông báo rằng Cumulus sẽ mua lại Dial Global, sau khi dịch vụ phân phối lập trình của công ty đã có dấu hiệu khủng hoảng tài chính vào cuối năm 2012. Cumulus đã trả 260 triệu đô cho dịch vụ này khi một phần số tiền được dùng để trả hết cho khoảng nợ của Dial trước khi nó nhập vào Cumulus. Để tạo doanh thu, Cumulus một lần nữa kí kết 2 thoả thuận với Townsquare Media; thoả thuận thứ nhất gửi các trạm phát ở Danbury, CT, Rockford, IL, Cedar Rapids, IA, Quad Cities, IA–IL, Waterloo, IA, Portland, ME, Battle Creek, MI, Kalamazoo, MI, Lansing, MI, Faribault, MN, Rochester, MN và Portsmouth, NH cho Townsquare với giá 238 triệu đô la. Thoả thuận thứ hai gửi thêm 15 trạm ở Dubuque, IA and Poughkeepsie, NY, nhằm đổi lấy cụm Fresno của công ty Peak Broadcasting. Giống với Dial Global và Townsquare có một khoản đầu tư lớn từ Oaktree, Peak cũng có cụm Boise được xếp vào Townsquare. Do sự chồng chéo thị trường, ba trạm mới mua lại của Townsquare được đặt trong một ủy thác thoái vốn. Việc mua lại các trạm Cumulus kết thúc vào ngày 14 tháng 11 năm 2013.
Ngày 24 tháng 6 năm 2014, Townsquare Media được phát hành lần đầu với công chúng trên Sàn chứng khoáng New York với trị giá 143.8 triệu đô. Ngày 24 tháng 7 năm 2014, Townsquare Media đã trở thành một công ty đại chúng với giá chào bán ban đầu là 11 đô la một cổ phiếu.
Tháng 9 năm 2014, Townsquare Media đã mua lại các tập chí XXL, King và Antenna từ Harris Publications. Townsquare sau đó ngừng xuất bản, in ấn tập chí XXL.
Tháng 8 năm 2015, Townsquare Media mua lại North American Midway Entertainment của Farmland, Indiana, một công ty quản lí công viên giải trí hoạt động ở cả Mỹ và Canada.
Ngày 17 tháng 8 năm, 2016, Madison Square Garden Company mua lại 12% cổ phần của Townsquare Media.
Vào ngày 16 tháng 10 năm 2017, Townsquare Media đã thông báo việc thay đổi Steven Price, người sáng lập Townsquare đồng thời là giám đốc điều hành bấy giờ, sang chức vụ mới là chủ tịch Hội đồng quản trị. Chiếc ghế cũ của ông được thay thế bởi Bill Wilson và Dhruv Prasad, những đồng chức vụ giám đốc điều hành của công ty lúc bấy giờ. Ngoài ra, Erik Hellum đã được công bố là Giám đốc điều hành của Local Media.
Ngày 15 tháng 2 năm 2018, Townsquare Media mua lại trạm phát nhạc rock cổ điển WOUR-FM 96.9 từ Galaxy Communications.

## Tài sản

### Ấn phẩm và dịch vụ trên web
- Antenna'' – đối tượng chủ yếu là các độc giả trẻ tuổi; trước đây là một tạp chí in.[19]
- The Boombox – dành riêng cho nhạc hip hop; trước đây thuộc sở hữu của AOL[14]
- The Boot – dành riêng cho nhạc dôngd quê; trước đây thuộc AOL[14]
- ComicsAlliance – dành riêng cho truyện tranh; trước đây thuộc AOL[14]
- Just Jared – dành riêng cho nền văn hoá nhạc pop[24]
- King – ấn phẩm được bán cho người Mỹ gốc Phi; trước đây là một tạp chí in[19]
- Hype Machine – tập hợp các blog âm nhạc; trước đây thuộc sở hữu của SpinMedia[25]
- Loudwire – dành riêng cho nhạc heavy metal và hard rock[26]
- Noisecreep – dành riêng cho nhạc heavy metal và hard rock; trước đây thuộc AOL [14]
- PopCrush – dành riêng cho nhạc pop; đồng thời là chương trình phát thanh trên vài trạm Townsquare[27]
- ScreenCrush – dành riêng cho phim và TV[28]
- Taste of Country– dàng riêng cho nhạc đồng quê[14]
- Ultimate Classic Rock'' – dành riêng cho nhạc rock được phân loại là cổ điển; đồng thời là chương trình phát thanh trên vài trạm Townsquare[29][30]
- XXL – tạp chí trực tuyến và trang web dành riêng cho hip hop; trước đây là một tạp chí in[19]